# Panesthia concinna
Panesthia concinna är en kackerlacksart som beskrevs av Feng, P. och Patrick C.Y. Woo 1990. Panesthia concinna ingår i släktet Panesthia och familjen jättekackerlackor. Inga underarter finns listade i Catalogue of Life.